# Herzogtum Kujawien

Das Wappen des Herzogtums Kujawien zu Brest

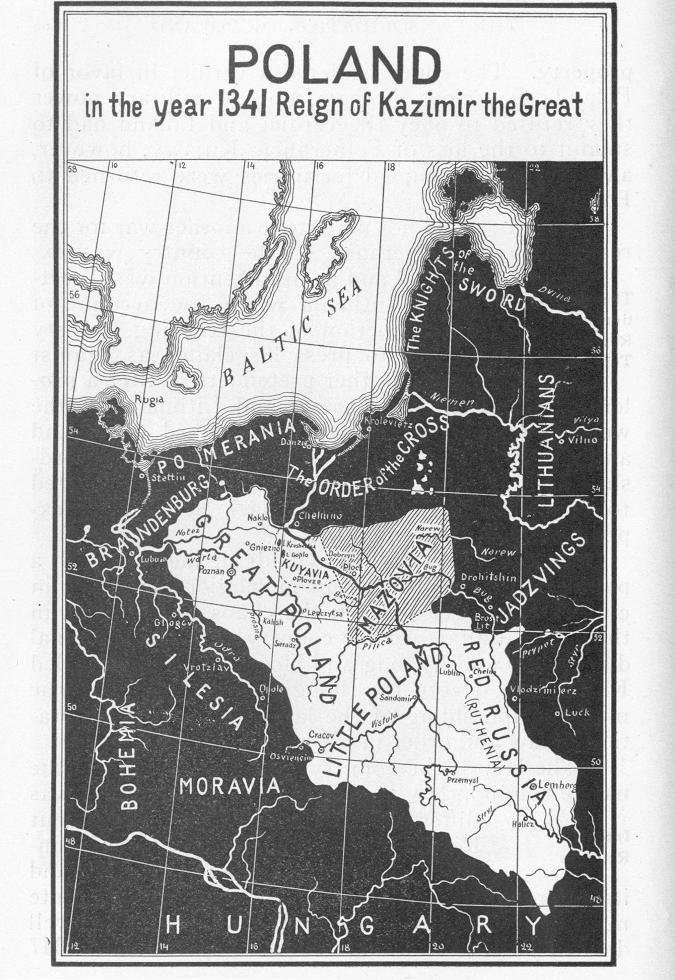
Herzogtum Kujawien (Kuyavia) als Teil des Königreichs Polen in den Grenzen des Jahres 1341

Das Herzogtum Kujawien (polnisch Księstwo Kujawskie) entstand im Verlauf des 13. Jahrhunderts auf dem Gebiet des heutigen Kujawien nach der Erbteilung des Königreichs Polen 1138 in Teilherzogtümer durch das Testament von Herzog Bolesław III. Schiefmund.
Zwischen den Regionen Großpolen und Masowien gelegen, war es das Stammesgebiet der Goplanen (lat. Glopeani, was ungefähr „Anwohner des Goplosees“ bedeutet) mit dem politischen Zentrum in Kruszwica. Es war ab dem 10. Jahrhundert mit Großpolen verbunden, ab 1138 mit dem Herzogtum Masowien. 1233 bildete es sich unter Herzog Kasimir I. zum eigenständigen Herzogtum aus, das bedingt durch weitere Erbteilungen (1267 und 1314) sich in die Teilherzogtümer in Brest, Inowrocław und Gniewkowo zersplitterte. Nach der Vereinigung eines Teils der polnischen Herzogtümer zum Königreich Polen unter König Władysław I. Ellenlang verlor es nach 1306 seine Selbständigkeit und wurde dessen Vasall. Im Krieg gegen Polen gelangte das kaum besiedelte Gebiet des Herzogtums 1332 an den Deutschen Orden. Er gab dieses im Frieden von Kalisch 1343 an die polnische Krone zurück.
Das Herzogtum wurde gegen Ende des 14. Jahrhunderts als erledigtes Lehen durch die polnische Krone eingezogen und im Verlauf des 15. Jahrhunderts dem Königreich in Form von zwei Wojewodschaften (mit Sitzen in Brześć Kujawski und Inowrocław mit gemeinsamen Landtag (Sejmik) in Radziejów) direkt administrativ einverleibt. Das Gebiet gehörte zu Polen bis zu den Teilungen (1772, 1793, 1795).
Die Erinnerung an das Herzogtum war in den folgenden Jahrhunderten nur noch am Namen der Wojewodschaften und in der Titulatur der polnischen Herrscher erhalten. So erhob König Władysław II. Jagiełło in seiner Titulatur Anspruch auf folgende Gebiete:
Wladislaus dei gracia Rex Polonie, nec non terrarum Cracovie, Sandomirie, Siradie, Lancicie, Cuyauie, Lituanie princeps supremus, Pomeranie, Russieque dominus et heres, etc.

## Bedeutende Herrscher des Herzogtums Kujawien
- Kasimir I. von Kujawien (ca. 1211–1267), Herzog von Kujawien, Sieradz und Łęczyca;
- Siemomysław von Kujawien (ca. 1246–1287), Herzog von Kujawien in Inowrocław;
- Władysław I. Ellenlang (ca. 1260–1333), Herzog von Kujawien in Brest, ab 1320 König von Polen;
- Kasimir III. von Kujawien (ca. 1280–1347), Herzog von Kujawien in Gniewkowo;
- Władysław von Kujawien (ca. 1327–1388), Herzog von Kujawien in Gniewkowo;
- Władysław von Oppeln (ca. 1326–1401), Herzog von Kujawien und Oppeln;

## Bemerkungen
1. ↑  Kujawien und Dobrin waren zu dieser Zeit vom Deutschen Orden besetzt und fielen erst mit dem Frieden von Kalisch 1343 endgültig an Polen.